# Hipogalactia
A Hipogalactia é o atraso ou a falta de leite materno após 72 horas do pós parto e é considerada um distúrbio de lactação comum, citado no CID-10/092. A hipogalactia pode ser desencadeada por fatores biológicos, psicológicos e também pela falta de orientação correta para técnicas de amamentação. 

## Importância da lactação efetiva
A hipogalactia é uma das maiores causas de desmame precoce, seja pela baixa produção de leite, problemas com sucção, apojadura, internação de mães e bebês, estresse, utilização precoce de mamadeira, introdução alimentar antes do período recomendado e problemas com as técnicas de amamentação.

A mídia trabalha para a indústria de laticínios com propagandas que incentivam o consumo de fórmula infantil ao invés do leite materno, relacionado-o muitas vezes à ideia de “leite fraco” que também desmotiva a mulher no processo de amamentação.O aleitamento materno nos primeiros dias de vida da criança influencia no desenvolvimento do bebê e no puerpério.
“ o alimento mais importante para o recém nascido é o leite materno, por proporcionar grandes benefícios para o binômio mãe-bebê como a prevenção de doenças,  o fortalecimento do vínculo mãe-filho e a atuação no retorno do peso materno, além de contribuir para o crescimento e desenvolvimento do lactente”. 
Ademais, o leite materno é um alimento de fácil deglutição que possui todos os macronutrientes necessários para o recém-nascido.

## Papel dos profissionais da saúde
Na literatura, a figura dos profissionais da área da saúde é de grande importância na orientação das mães no processo de amamentação. Alguns estudos mostram que a lactação ocorre de forma eficaz e duradoura quando as mulheres e lactantes recebem apoio tanto de profissionais da saúde quanto da família no período gravídico-puerperal. 
A rede de profissionais da área da saúde que podem auxiliar é ampla, compartilhando informações sobre o processo de amamentação, investigando as causas da diminuição da lactação, prevenindo dores e  situações estressantes principalmente no período de puerpério, orientando sobre o melhor posicionamento para a mãe amamentar, troca de seios e frequência de mamadas, por exemplo. Além do mais, as lactantes podem recorrer aos bancos de leite mais próximo a fim de receber orientações e apoio à amamentação.

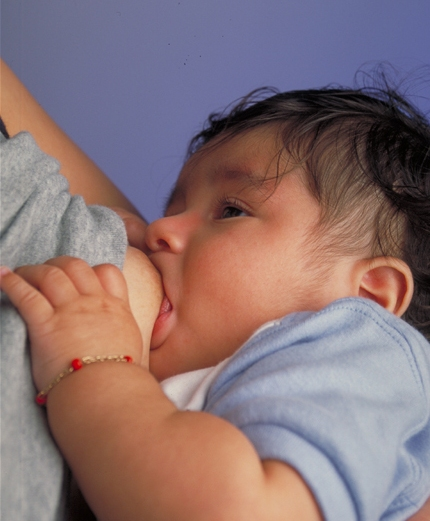
Aleitamento materno

### Questão emocional
Por vezes, a hipogalactia é desencadeada por fatores psicológicos, como estresse e ansiedade durante o puerpério, seja pelo atraso do leite, pelo desempenho do recém nascido com relação à amamentação, ou pela perda de peso e comportamentos chorosos. O acolhimento dos profissionais da saúde e o apoio familiar são fatores que auxiliam na amamentação efetiva e na segurança materna na tentativa de relactar após o período de hipogalactia.

### Relactação
A hipogalactia favorece o abandono precoce do aleitamento, seja por problemas de hospitalização, falhas na sucção do bebê, entre outros problemas. Devido à importância da lactação dos bebês, independente da idade, a opção de relactação se torna benéfica por auxiliar na nutrição dos bebês além de fortalecer o vínculo materno. 
Existem técnicas de relactação que podem auxiliar no processo de forma mais efetiva. Para fazer a lactação é necessário uma sonda nasogástrica pediátrica em que o tamanho vai de acordo com a indicação do profissional de saúde. Além disso, é preciso um recipiente (copo, xícara ou seringa) e uma fita adesiva. Outra opção seria comprar o kit de relactação que são comercializados em sites especializados de amamentação.

### Rede de apoio
O Ministério da Saúde formulou um caderno de atenção básica sobre “Saúde da criança: aleitamento materno e alimentação complementar”, através do qual podem ser encontrados tópicos como: a importância do aleitamento materno, as técnicas de amamentação, os aconselhamentos em amamentação, entre outros tópicos que servem de apoio para consultar em caso de dúvidas sobre a lactação.
As lactantes também podem encontrar aconselhamento em grupos de apoio à amamentação, que visam a oferecer conhecimento para os profissionais de saúde e para as lactantes, fortalecendo a rede de apoio das comunidades para manter costumes favoráveis à amamentação, esses grupos geralmente são encontrados dentro de hospitais, maternidades e redes sociais.